# Viaduc de Lethbridge
Le Viaduc de Lethbridge (Lethbridge Viaduct en anglais), connu aussi sous le nom de High Level Bridge, a été construit entre 1907 et 1909 à Lethbridge, Alberta, Canada, pour un coût de 1 334 525 $.

## Aperçu
Cet immense pont à tréteaux en acier franchissant l'Oldman River a été conçu par le département des ponts du Canadian Pacific Railway de Montréal, Québec. Le travail de terrain a été réalisé par J.E. Schwitzer, ingénieur en chef-adjoint du CPR. L'acier a été fabriqué par la Canadian Bridge Company, de Walkerville, Ontario. Une équipe de 100 hommes a travaillé au montage de la structure d'acier. Malgré quelques problèmes, au début, avec les règlements en vigueur, le pont s'est avéré comme un travail d'ingénierie durable : il est encore en usage aujourd'hui.
Ce pont est un des plus grands ponts de chemin de fer du Canada. Il a été construit dans le cadre d'un important itinéraire de détournement de la Crowsnest Pass entre Lethbridge et Fort Macleod. Le franchissement de la rivière se faisait précédemment sur un pont à chevalets de bois mesurant 894 m (2933 pieds) de long et 20 m (65 pieds) de haut, déjà en soi une impressionnante structure.

## Histoire

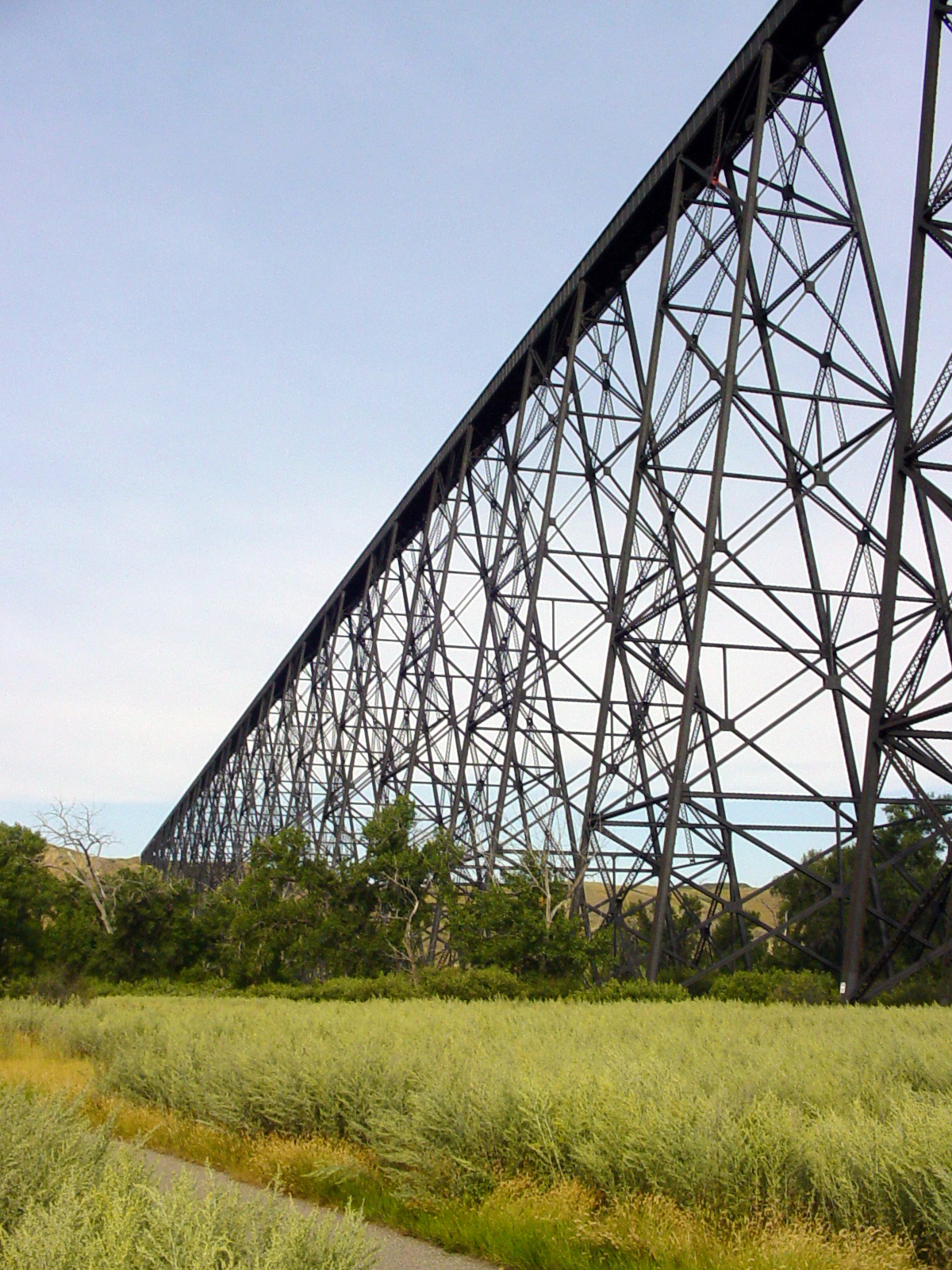
Viaduc de Lethbridge

L'ancienne approche était si raide que la circulation en était gênée. En outre, de nombreux ponts et saignées étaient nécessaires pour le franchissement des diverses vallées, dont un pont de 275 m (900 pieds) à chevalets haut de 61 m (200 pieds) à l'ouest de la Saint-Mary River, un de 183 m (600 pieds) à chevalets à Eight-Mile Coulee et un autre de 274 m (900 pieds) de longueur, près de Eight-Mile Coulee. À Sixteen-Mile Coulee s'élevait un pont de 244 m (800 pieds) à chevalets de 40,5 m (133 pieds) de haut, avec un autre de 61 m (200 pieds) à treillis. Les ponts sur la ligne initiale de Lethbridge totalisaient une longueur de 4,5 km (2,8 milles).
Bien que l'itinéraire original ait atteint son objectif en permettant au Canadian Pacific Railway de mettre en œuvre rapidement le chemin de fer, il s'est avéré coûteux à exploiter.
À l'origine, les ponts étaient conçus pour durer environ 10 ans. Le CPR (CFCP) décida, en 1905, de construire une nouvelle voie sur une meilleure pente en court-circuitant la ligne originale. La nouvelle ligne fut construite au nord de l'Oldman River. Il a fallu construire deux ponts, l'un juste à l'ouest de Lethbridge — leHigh Level Bridge sur l'Oldman River — et un autre sur la même rivière à l'ouest de Monarch. Cet itinéraire éliminait de nombreuses courbes et réduisit la pente de 1,2 pour cent à 0,4 pour cent seulement. Elle économisait également 8,5 km (5,26 milles) de voies.
La construction a débuté l'été 1907. Tandis que l'on défrichait, construisait les piles, la mise en place des éléments métalliques préfabriqués du tablier commença à la mi-août 1908. Une fois la hauteur du tablier atteinte du côté de Lethbridge, il a été possible de commencer à utiliser une énorme grue mobile, appelée erection traveller. Cette grue a été construite sur place, pour un coût de 100 000 $. Elle était utilisée pour mettre en place les poutres d'acier. La dernière poutre a été placée en juin 1909 et le rivetage a été achevé en août 1909. Le transport de l'acier sur le site demanda 645 wagons de chemin de fer, tandis que 40 autres furent nécessaires pour apporter tout l'équipement.

## Spécifications

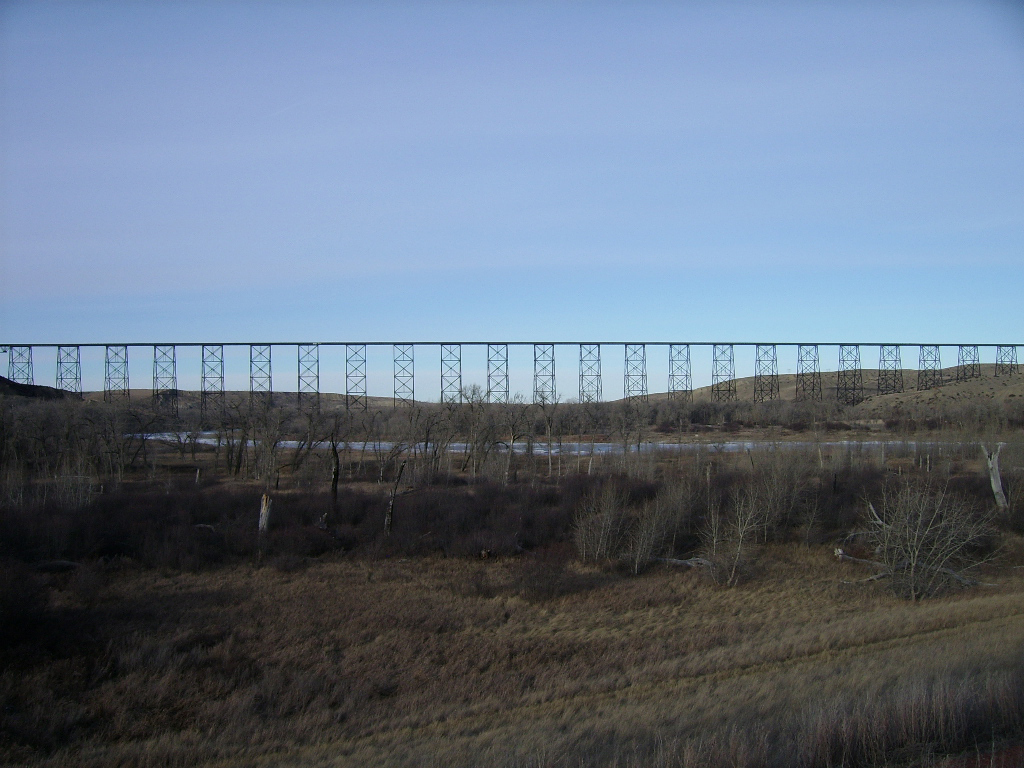
Viaduc de Lethbridge

- Longueur: 1 623,86 m (5,327.625 pieds)
- Hauteur: 95,7 m (314 pieds) au-dessus du lit
- Matériaux: 12 400 tonnes d'acier
- 44 travées en poutre rigides, chacune de 20,4 m (67 pieds, 1 pouce)
- 22 travées en poutre rigides, chacune de 30,15 m (98 pieds, 10 pouces)
- Une poutre en treillis rivetée de 32,6 m (107 pieds)
- 33 tours-chevalets en acier

Un autre pont sur l'Oldman River, à proximité de Monarch, mesure 576 m (1890 pieds) de longueur et 45,7 m (150 pieds) de hauteur.

## Source de la traduction
- (en) Cet article est partiellement ou en totalité issu de l’article de Wikipédia en anglais intitulé « Lethbridge Viaduct » (voir la liste des auteurs).